# مصرف (جامعه‌شناسی)
مصرف (جامعه‌شناسی) (به انگلیسی: (Consumption (sociology): نظریه‌های «مصرف» بخشی از حوزه جامعه‌شناسی از آغاز شکل‌گیری آن بوده‌است و قدمت آن، حداقل به‌طور ضمنی، به نظریه‌های کارل مارکس در اواسط تا اواخر قرن نوزدهم بر می‌گردد.
جامعه شناسان مصرف را محور زندگی روزمره، هویت و نظم اجتماعی می‌دانند. بسیاری از جامعه‌شناسان آن را با طبقه اجتماعی، هویت، عضویت در گروه، سن و قشربندی مرتبط می‌دانند زیرا نقش سترگی در مدرنیته ایفا می‌کند.
در مجموع، «نظریه طبقه تن‌آسا» تورستن وبلن (۱۸۹۹) به عنوان نخستین کار نظری مهمی در نظر گرفته می‌شود که بر مصرف تمرکز نموده‌است. با وجود این ریشه‌های اولیه، پژوهش‌های در مورد مصرف به‌طور جدی از نیمه دوم قرن بیستم در اروپا به ویژه بریتانیای کبیر آغاز شد. علاقه گسترده به این موضوع در میان جامعه‌شناسان جریان اصلی ایالات متحده بسیار کندتر بود و هنوز هم دغدغه اصلی بسیاری از جامعه‌شناسان آمریکایی نشده‌است.
در حال حاضر تلاش‌هایی برای تشکیل بخشی در انجمن جامعه‌شناسی آمریکا در حال انجام است که به مطالعه مصرف اختصاص یابد.
با این حال، در طول بیست سال گذشته، پژوهش‌های جامعه‌شناختی در مورد مصرف و زمینه‌های مشابه، به‌ویژه در مطالعات جهانی و فرهنگی رشد کرده‌است:
فرآیندهای مرتبط با جهانی شدن فرصت‌های غیرقابل تصوری را برای شکل‌ها و شیوه‌های فرهنگی ایجاد کرده‌است تا فراتر از مکان‌ها و فضاهای بومی سفر کنند که برای اولین بار در آن تشکیل و تولید شده‌اند. در حالی که همواره جنبش‌ها و جریان‌های فرهنگی از فضایی به فضای دیگر وجود داشته‌است ولی شدت و سهولت تلاقی‌های جهانی و محلی معاصر، پژوهشگران را وادار نموده‌است تا به روش‌های بی‌شمار مصرف فرهنگ از نزدیک تمرکز کرده تا درک و کاوش کنند.
نظریه‌پردازان مدرن مصرف عبارتند از:
- ژان بودریار (۲۷ ژوئیه ۱۹۲۹–۶ مارس ۲۰۰۷) جامعه‌شناسی فرانسوی
- پی‌یر بوردیو (۱ اوت ۱۹۳۰–۲۳ ژانویه ۲۰۰۲) جامعه‌شناسی فرانسوی
- جورج ریتزر (زادهٔ ۱۴ اکتبر ۱۹۴۰) جامعه‌شناسی آمریکایی

## برای مطالعهٔ بیشتر
- پی‌یر بوردیو (1984). تمایز: نقد اجتماعی قضاوت سلیقه. کمبریج: انتشارات دانشگاه هاروارد. ISBN 0-674-21277-0.
- جیمز, پل; سمن, ایمره (2010). جهانی شدن و فرهنگ، جلد ۳: مصرف جهانی - محلی. لندن: انتشارات سیج.
- ری، پ. جورج ریتزر (۲۰۱۱) «جامعه‌شناسی مصرف»، «همراه ویلی-بلکول برای جامعه‌شناسی»، ص. nbsp;444.
- استبینز، رابرت آ. تن‌آسایی و مصرف: زمین مشترک، جهان‌های جداگانه. هاندمیلز، بیسینگ استوک، بریتانیا: پالگریو مک‌میلان، ۲۰۰۹.